# Andrezza Massei
Andrezza Massei (São Paulo, 15 de julho de 1976), é uma atriz, cantora, dubladora e preparadora vocal brasileira. Conhecida pela sua carreira voltada ao teatro musical.

## Carreira
Formada em fisioterapia, Andrezza não chegou a exercer a profissão, pois foi levada pela onda de musicais que se instalava de vez em São Paulo no final dos anos 1990. Com uma carreira abrilhantada por grandes personagens e importantes prêmios, a atriz e cantora teve seu primeiro contato com a arte na adolescência, cantando em eventos do colégio e participando de bandas, o que abriu caminho para planos maiores. Iniciou sua carreira profissional em 1994, como cantora de jazz e blues. O envolvimento de Andrezza com o universo que une canto, dança e interpretação foi ganhando algumas ramificações e seu talento foi sendo lapidado através de cursos livres. Teve aulas com o Maestro Marconi Araújo e Amélia Gumes e Fátima Toledo, estudando percussão corporal, técnica vocal, teoria musical, e um curso de Artes Cênicas.
Em 2001, estreou em seu primeiro espetáculo, Les Misérables (musical que se tornou um marco para a história do teatro musical brasileiro), na inauguração do Teatro Abril, como Factory Girl (Ensemble). Na sequência, faz parte do elenco de A Bela e a Fera (2003 e 2009) da Disney, e "Cole Porter - Ele Nunca Disse que me Amava" (2004) da dupla Möeller & Botelho. Em 2005, participa do espetáculo Os Reis do Riso, com o grupo Parlapatões, e do espetáculo infantil "Contarolando". Em 2008, apresentou, ao lado de Anna Toledo, a revista musical "As Improváveis".
Com veia cômica apurada teve papéis de destaque em Mamma Mia! (2010) ao lado de Kiara Sasso e Rachel Ripani como a irreverente Rosie, em Mudança de Hábito (2015) como a divertida freira Maria Patrícia e a megalomaníaca Killer Queen em We Will Rock You (2016). Além de Cats (2010), A Madrinha Embriagada (2013), Priscilla, A Rainha do Deserto (2012) e Wicked (2016).
Em 2022, foi ganhadora do Prêmio Bibi Ferreira e Prêmio DID de Melhor Atriz em Musicais, por sua interpretação como Dona Lovett no musical Sweeney Todd, com Rodrigo Lombardi. Foi premiada também por seu trabalho como Madame Thenardier em Les Misérables (2017); interpretou a vilã Úrsula em A Pequena Sereia - O Musical da Disney (2018 e 2022); deu vida a Norma Desmond no espetáculo Sunset Boulevard (2019), como alternante de Marisa Orth; e foi Dona Clotilde, no espetáculo Chaves - Um Tributo Musical.  
Na dublagem, destacou-se por dar voz a Úrsula,de Melissa McCarthy, na versão brasileira do live-action de A Pequena Sereia. Também deu voz à Topsy, interpretado originalmente por Meryl Streep em O Retorno de Mary Poppins; dublou Julieta Madrigal na animação da Disney: Encanto; as canções de Trunchbull em Matilda: O Musical da Netflix, interpretado por Emma Thompson; Marta Sandoval em A Jornada de Vivo, no original de Gloria Estefan; e a versão brasileira da canção Spirit, da Beyoncé, no live-action de O Rei Leão.
Como preparadora vocal trabalhou no espetáculo Sweet Charity, com Claudia Raia, Aida, Peter Pan - Todos Podemos Voar, Baobá. Foi professora auxiliar do Maestro Abel Rocha nas aulas de ópera studio na Faculdade de Artes Alcântara Machado (FAAM). Na Casa de Artes OperAria, realizou montagens acadêmicas como diretora musical dos espetáculos The Lion King, Wicked e Rent, entre outros. Atuou em vários jingles e dublagens e também é vocal coach.

## Trabalhos

### Teatro Musical
| Ano  | Título                                     | Papel                                          | Teatro                 |
| ---- | ------------------------------------------ | ---------------------------------------------- | ---------------------- |
| 2001 | Les Misérables                             | Factory Girl / Ensemble Feminino               | Teatro Abril           |
| 2002 | A Bela e a Fera                            | Dona Cômoda                                    | Teatro Abril           |
| 2004 | Cole Porter - Ele Nunca Disse que me Amava | Elsa Maxwell                                   | Teatro Maksoud Plaza   |
| 2009 | A Bela e a Fera                            | Dona Cômoda                                    | Teatro Abril           |
| 2010 | Cats                                       | Pit Singer                                     | Teatro Abril           |
| 2010 | Mamma Mia!                                 | Rosie                                          | Teatro Abril           |
| 2012 | Priscilla, A Rainha do Deserto             | Shirley                                        | Teatro Bradesco        |
| 2013 | A Madrinha Embriagada                      | Dora / Ensemble / cover de Madrinha, Francisca | Teatro Sesi-SP         |
| 2014 | As Damas de Paus                           | Giovana                                        | Teatro Fernando Torres |
| 2015 | Mudança de Hábito                          | Irmã Maria Patricia                            | Teatro Renault         |
| 2016 | We Will Rock You                           | Killer Queen                                   | Teatro Santander       |
| 2016 | Wicked                                     | Ensemble Cantora / Cover de Madame Morrible    | Teatro Renault         |
| 2017 | Les Misérables                             | Madame Thenardier                              | Teatro Renault         |
| 2018 | A Pequena Sereia                           | Úrsula                                         | Teatro Santander       |
| 2019 | Sunset Boulevard                           | Norma Desmond (alternante)                     | Teatro Santander       |
| 2019 | Chaves - Um Tributo Musical                | Dona Clotilde                                  | Teatro Opus            |
| 2022 | Sweeney Todd                               | Dona Lovett                                    | 033 Rooftop            |
| 2022 | A Pequena Sereia                           | Úrsula                                         | Teatro Santander       |
| 2023 | Once                                       | Baruska                                        | Teatro Villa Lobos     |
| 2023 | Uma Linda Mulher                           | Kit De Luca                                    | Teatro Santander       |
| 2024 | Once                                       | Baruska                                        | Teatro Villa Lobos     |
| 2024 | Sweeney Todd                               | Dona Lovett                                    | Teatro Positivo        |
| 2024 | Priscilla, a Rainha do Deserto             | Shirley / Marion                               | Teatro Bradesco        |
| 2024 | Forever Young                              | Enfermeira                                     | Teatro Fernando Torres |
| 2025 | Sweeney Todd                               | Dona Lovett                                    | Teatro Santander       |

### Dublagem
| Ano  | Título                                          | Papel                                                                   | Estúdio                  | Voz              |
| ---- | ----------------------------------------------- | ----------------------------------------------------------------------- | ------------------------ | ---------------- |
| 2007 | A Família do Futuro (Meet the Robinsons) (Game) |                                                                         | Alcateia                 | Falada           |
| 2011 | Gangstar Rio (Game)                             |                                                                         | Dream Box Studio         | Falada           |
| 2015 | Crazy Ex-Girlfriend                             | Dra. Akopian (Noelle Akopian)                                           | Grupo Macias Audiovisual | Cantada          |
| 2017 | Vampirina                                       | Gregoria                                                                | TV Group Digital Brasil  | Cantada / Falada |
| 2017 | A Bela e a Fera                                 | Coro                                                                    | TV Group Digital Brasil  | Cantada          |
| 2018 | Enrolados Outra Vez                             | Mãe (T2:E5 "Pássaro Livre")                                             | TV Group Digital Brasil  | Falada           |
| 2018 | My Little Pony: A Amizade É Mágica              | Starlight (Canção: "A Nossa União") (T8:E19 "A estrada para a amizade") | Grupo Macias Audiovisual | Cantada          |
| 2018 | O Retorno de Mary Poppins                       | Topsy Poppins                                                           | TV Group Digital Brasil  | Cantada / Falada |
| 2019 | O Rei Leão                                      | Canção "Sinta" ('Spirit')                                               | TV Group Digital Brasil  | Cantada          |
| 2019 | A Dama e o Vagabundo                            | Coro                                                                    | TV Group Digital Brasil  | Cantada          |
| 2019 | Elena de Avalor                                 | Felicia (Canção: "Espírito do Amor") (T3:E8 "Flor de Luz")              | TV Group Digital Brasil  | Cantada          |
| 2019 | Puppy Dog Pals                                  | Tula (T2:E9 "Filhotes Ioga")                                            | TV Group Digital Brasil  | Cantada / Falada |
| 2019 | Reunião de Família                              | Tema de Abertura                                                        | Vox Mundi Audiovisual    | Cantada          |
| 2019 | Reunião de Família – Natal Especial             | Canções: "Pinheiros, Que Alegria", "Noite Feliz" e "Ride"               | Vox Mundi Audiovisual    | Cantada          |
| 2020 | O Mundo Maravilhoso de Mickey Mouse             | Úrsula (T1:E5 "Continue Patinando")                                     | TV Group Digital Brasil  | Falada           |
| 2021 | Waffles + Mochi                                 | Canção: "Tem Que Esperar" (T1:E4 "Picles")                              | UniDub                   | Cantada          |
| 2021 | Mundo dos Centauros                             | Coro                                                                    | TV Group Digital Brasil  | Cantada          |
| 2021 | A Jornada de Vivo                               | Marta Sandoval                                                          | TV Group Digital Brasil  | Cantada / Falada |
| 2021 | Baby Shark, o Grande Show!                      | Goldie                                                                  | Unisom                   | Cantada / Falada |
| 2021 | Spidey e Seus Amigos Espetaculares              | Tia May                                                                 | TV Group Digital Brasil  | Falada           |
| 2021 | Just Beyond                                     | Jardineira                                                              | TV Group Digital Brasil  | Falada           |
| 2021 | Encanto                                         | Julieta Madrigal                                                        | TV Group Digital Brasil  | Cantada / Falada |
| 2021 | Gavião Arqueiro                                 | Audiologista                                                            | TV Group Digital Brasil  | Falada           |
| 2022 | Alice na Doceria das Maravilhas                 | Canção "Loucura"                                                        | TV Group Digital Brasil  | Cantada          |
| 2022 | Obi-Wan Kenobi                                  | Breha Organa                                                            | TV Group Digital Brasil  | Falada           |
| 2022 | Thor: Amor e Trovão                             | Atriz de Hela (Melissa McCarthy)                                        | TV Group Digital Brasil  | Falada           |
| 2022 | Nos Bastidores de Thor: Amor e Trovão           | Melissa McCarthy                                                        | TV Group Digital Brasil  | Falada           |
| 2022 | Mais que Amigos                                 | Cherry                                                                  | Atma Entretenimento      | Falada           |
| 2022 | South Side (2ª temporada)                       | Kitty Goodnight                                                         | Atma Entretenimento      |                  |
| 2022 | CEO em Fuga: A História de Carlos Ghosn         | (Vozes Adicionais)                                                      | TV Group Brasil          |                  |
| 2022 | Matilda: O Musical                              | Agatha Trunchbull (Canções)                                             | TV Group Brasil          | Cantada          |
| 2023 | A Pequena Sereia                                | Úrsula                                                                  | TV Group Brasil          | Cantada/Falada   |
| 2023 | Only Murders in the Building (3ª Temporada)     | Loretta Durkin                                                          | TV Group Brasil          | Falada           |
| 2023 | Era uma vez um Estúdio                          | Úrsula                                                                  | TV Group Brasil          | Falada           |
| 2023 | Avatar: Frontiers of Pandora                    | Voz adicional                                                           | Keywords Studio          | Falada           |
| 2024 | A Missão de Sandy Bochechas                     | Voz adicional                                                           | UniDub                   | Falada           |
| 2024 | Baby Shark: O Grande Filme                      | Voz adicional                                                           | UniSom Brasil            | Falada           |

### Televisão
| Ano  | Título                        | Notas                     |
| ---- | ----------------------------- | ------------------------- |
| 2017 | 171 - Negócio de Família      | Participação.             |
| 2022 | 7 Chances Para…               | Nana Nina (voz)           |
| 2023 | A Infância de Romeu e Julieta | Participação. Novela SBT. |

### Outros trabalhos
| Ano  | Título                                                | Notas |
| ---- | ----------------------------------------------------- | --- |
| 2005 | Os Reis do Riso                                       | Parlapatões e a Banda Sinfônica do Estado de São Paulo. Espetáculo de comédia. |
| 2005 | Contarolando                                          | Espetáculo musical infantil. |
| 2008 | As Improváveis                                        | Revista musical, apresentada ao lado de Anna Toledo. |
| 2018 | A Megera Domada - O Musical                           | Estúdio Broadway. Participação especial. |
| 2019 | Briamonte Convida                                     | Projeto produzido pela Lab Cultural, ao lado de Miguel Briamonte. Show. |
| 2020 | Dreamcast - O Maior Festival de Teatro Musical        | Festival online, com encenações de renomados artistas de Teatro Musical. |
| 2021 | Dreamcast - O Maior Festival de Teatro Musical        | Participação online, do festival que ocorreu no Teatro Liberdade SP. |
| 2022 | Cinderela Experience                                  | Vocal do álbum musical da atração interativa, com músicas de Charles Dalla. |
| 2023 | 40ª Oficina de Música de Curitiba – Edição de Inverno | Concerto regido pelo maestro Abel Rocha, a Orquestra de Câmara |
| 2023 | Musical Bar - Halloween                               | Apresentações de artistas renomados da cena musical brasileira, em formato voz e teclado. |
| 2024 | Les Misérables – In Concert                           | A Segundo Ato Entretenimento trouxe ao palco do Teatro Gazeta o concerto do musical Les Misérables, em apresentação única, com um elenco de grandes nomes do teatro musical, acompanhados por uma orquestra. |

## Prêmios
| Ano  | Cerimônia                                                | Categoria                  | Trabalho                    | Resultado |
| ---- | -------------------------------------------------------- | -------------------------- | --------------------------- | --------- |
| 2016 | Prêmio Musical Cast                                      | Melhor Atriz Coadjuvante   | We Will Rock You            | Indicado  |
| 2017 | Prêmio Aplauso Brasil de Teatro                          | Melhor Atriz Coadjuvante   | Les Misérables              | Indicado  |
| 2017 | Prêmio Bibi Ferreira                                     | Melhor Atriz Coadjuvante   | Les Misérables              | Venceu    |
| 2017 | Prêmio Destaque Imprensa Digital                         | Destaque Atriz Coadjuvante | Les Misérables              | Venceu    |
| 2017 | Blog do Arcanjo                                          | Melhor Atriz Coadjuvante   | Les Misérables              | Venceu    |
| 2017 | Prêmio Musical Cast                                      | Melhor casal               | Les Misérables              | Indicado  |
| 2017 | Prêmio Musical Cast                                      | Melhor Atriz Coadjuvante   | Les Misérables              | Indicado  |
| 2018 | Prêmio Bibi Ferreira                                     | Melhor Atriz Coadjuvante   | A Pequena Sereia            | Indicado  |
| 2018 | Prêmio Reverência                                        | Melhor Atriz Coadjuvante   | A Pequena Sereia            | Indicado  |
| 2018 | BroadwayWorld Brazil Awards                              | Melhor Atriz Coadjuvante   | A Pequena Sereia            | Indicado  |
| 2018 | Prêmio Destaque Imprensa Digital                         | Destaque Atriz Coadjuvante | A Pequena Sereia            | Venceu    |
| 2019 | Prêmio São Paulo de Incentivo ao Teatro Infantil e Jovem | Melhor Atriz Coadjuvante   | A Pequena Sereia            | Indicado  |
| 2019 | BroadwayWorld Brazil Awards                              | Melhor Atriz Alternante    | Sunset Boulevard            | Indicado  |
| 2019 | BroadwayWorld Brazil Awards                              | Melhor Atriz Coadjuvante   | Chaves - Um Tributo Musical | Venceu    |
| 2020 | É Sobre Musicais: Destaques da Temporada 2019-2020       | Melhor Atriz Coadjuvante   | Chaves - Um Tributo Musical | Venceu    |
| 2022 | É Sobre Musicais: Destaques da Temporada 2021-2022       | Melhor Atriz               | Sweeney Todd                | Venceu    |
| 2022 | Prêmio APCA                                              | Melhor Atriz               | Sweeney Todd                | Indicado  |
| 2022 | Prêmio Bibi Ferreira                                     | Melhor Atriz em Musicais   | Sweeney Todd                | Venceu    |
| 2022 | Prêmio Destaque Imprensa Digital                         | Melhor Atriz               | Sweeney Todd                | Venceu    |